# Pierre Villard (assyriologue)
Pour les articles homonymes, voir Pierre Villard (homonymie) et Villard.
Pierre Villard (né le 26 juillet 1958 à Saint-Étienne et mort le 25 janvier 2023 à Riom) est un assyriologue, historien et archéologue français du Proche-Orient ancien, professeur à l'université Clermont-Auvergne et membre du laboratoire Archeorient - UMR 5133 CNRS, université Lumière Lyon 2.

## Biographie
Pierre Villard perd son père au début de son adolescence. Quelques années plus tard, il se passionne pour l'assyriologie en suivant les cours de Paul Garelli et Dominique Charpin. Un poste d'enseignant de deux ans (1983-85) à Lattaquié, ainsi que des voyages dans tout le Levant, lui permettent de comprendre concrètement les régions qu'il étudie. Sa curiosité s'approfondit et l'amène à se spécialiser dans deux périodes distinctes des cultures mésopotamiennes, distantes de près d'un millénaire : l'époque de Mari et l'empire de la période néo-assyrienne.
Pierre Villard est admis à l'École normale supérieure de Saint-Cloud en 1978. Il a soutenu en juin 1986 sa thèse de doctorat préparée à l'Université Paris 1 Panthéon-Sorbonne sous la direction de Paul Garelli, spécialiste du monde assyrien. La thèse, intitulée L'esprit de cour et le style des courtisans dans l'Assyrie des Sargonides, porte sur les relations entre les rois assyriens et leurs courtisans, en particulier les magiciens et les astrologues, du règne de Sargon II (721-705 avant notre ère) à celui d'Assurbanipal (668-627 avant notre ère). Tout au long de sa carrière, Pierre Villard a gardé une prédilection pour la période néo-assyrienne et est devenu une autorité reconnue dans ce domaine, tout en continuant à mener des études sur Mari.
En 1988, Pierre Villard est élu maître de conférences à l'Université Paris 1 Panthéon-Sorbonne, où il enseigne pendant douze ans l'histoire ancienne classique, l'histoire du Proche-Orient, la langue akkadienne et l'écriture cunéiforme. À partir de début 1990, il est, avec Francis Joannès, secrétaire de rédaction de la revue Nouvelles Assyriologiques Brèves et Utilitaires (NABU), dont il rejoint le comité de rédaction en 1998.
En janvier 2000, Pierre Villard a soutenu son habilitation à diriger des recherches à l'Université Paris 1 Panthéon-Sorbonne avec une thèse dont le titre, De Mari à Ninive, soulignait les deux pôles de sa recherche ; Dominique Charpin en était le directeur. En juin de la même année, il est élu professeur d'histoire ancienne à l'Université Blaise-Pascal de Clermont-Ferrand, aujourd'hui Université Clermont-Auvergne, introduisant l'histoire de l'Orient ancien dans l'établissement, après qu'Olivier Rouault ait développé, de 1997 à 1999, l'archéologie du Proche-Orient ancien dans le département d'histoire de l'art. Pierre Villard est également devenu membre de l'équipe Archéoriente de la Maison de l'Orient et de la Méditerranée de Lyon II.
Il a notamment travaillé sur les réalisations administratives, militaires et architecturales de l'empire assyrien. En outre, il a exploré les divers éléments de son système juridique.
Pierre Villard est mort de mort naturelle.

## Œuvres
- L. Battini et P. Villard, Médecine et médecins au Proche-Orient ancien. Actes du Colloque international organisé à Lyon les 8 et 9 novembre 2002, Maison de l'Orient et de la Méditerranée, BAR International Series 1528, Oxford, 2006
- P. Villard, « Un roi de Mari à Ugarit », Ugarit Forschungen, vol. 18,‎ 1986, p. 387–412
- P. Villard, « L'éducation d'Assurbanipal, Ktèma. », Civilisations de l'Orient, de la Grèce et de Rome antiques, vol. 22,‎ 1997, p. 135–149 (lire en ligne)
- P. Villard, « Les textes judiciaires néo-assyriens », dans Rendre la justice en Mésopotamie, Saint-Denis, Presses Universitaires de Vincennes, 2000, p. 171–200
- P. Villard, « Les administrateurs de l'époque de Yasmah-Addu », dans Mari, Ebla et les Hourrites, dix ans de travaux, deuxième partie. Actes du colloque international (Paris, mai 1993), Amurru, 2, Paris, ERC, 2002, p. 9–140
- P. Villard, « Le porc dans les sources néo-assyriennes », dans De la domestication au tabou : le cas des suidés dans le Proche-Orient ancien, Travaux de la Maison René-Ginouvès 1, Paris, De Boccard, 2006, p. 205–214
- P. Villard, « Les femmes et l'écrit à l'époque néo-assyrienne », Topoi, Supplément, Lyon, vol. 10,‎ 2009, p. 305–319 (lire en ligne)